# Tenkovo
Tenkovo (szerbül: Тенково), település Szerbiában, a Raškai körzet Novi Pazar községében.

## Népesség
- 1948-ban 392 lakosa volt.
- 1953-ban 434 lakosa volt.
- 1961-ben 436 lakosa volt.
- 1971-ben 340 lakosa volt.
- 1981-ben 221 lakosa volt.
- 1991-ben 135 lakosa volt.
- 2002-ben 89 lakosa volt, akik mindannyian szerbek.